# Spermacoce bangweolensis
Spermacoce bangweolensis là một loài thực vật có hoa trong họ Thiến thảo. Loài này được (R.E.Fr.) Verdc. miêu tả khoa học đầu tiên năm 1975.